# L'Été en pente douce
L'Été en pente douce és una pel·lícula francesa dirigida per Gérard Krawczyk, basada en una novel·la homònima de Pierre Pelot, i estrenada el 1987.

## Sinopsi
Fane (Jean-Pierre Bacri) viu en una ciutat periurbana desfavorida. Treballa com a dependent de magatzem en un supermercat. Després de la mort de la seva mare, decideix instal·lar-se a la casa familiar, en un poble del sud-oest de França, i escriure allí novel·les policials. Se'n va acompanyat de Lilas (Pauline Lafont), que va ser la concubina víctima de la violència conjugal d'un dels seus veïns i amics. També acull a la seva nova llar el seu germà discapacitat mental, Mo (Jacques Villeret), que es nega a tornar a l'hospital psiquiàtric.
La vida a la llar ràpidament resulta complicada, en part pel comportament infantil de Mo, però sobretot per l'estranya personalitat de Lilac. A més, els germans Voke, Olivier (Jean Bouise) i André (Guy Marchand), propietaris del garatge veí, tenen vistes a la casa que els permetria ampliar-se. L'André també mira a la Lilas. Per la seva banda, l'antic amic de la Lilas demana perdó i voldria tornar a connectar amb ella.
Obligat a admetre que escriure novel·les no és tan fàcil com pensava, Fane té llavors una altra idea. Decideix reobrir el bar que regentava la seva mare, amb l'ajuda de Mo i la Lilas, amb qui es casarà. Malauradament, els germans Voke estan disposats a fer qualsevol cosa per posar pals a les seves rodes.

## Repartiment
- Jacques Villeret : Maurice Leheurt, dit "Mo"
- Jean-Pierre Bacri : Stéphane Leheurt, dit "Fane"
- Pauline Lafont : Lilas
- Jean Bouise : Olivier Voke
- Guy Marchand : André Voke
- Jean-Paul Lilienfeld : Shawenhick, l'ex de Lilas
- Jacques Mathou : Jeannot
- Claude Chabrol: el sacerdot
- Patrick Braoudé: un dels membres de la gendarmeria
- Georges Vaur: Sr. Bressoul, el banquer del Crèdit Agricole
- Dominique Besnehard: el notari
- Charles Varel: el manejador
- Andrée Laberty: Madame Castillon

## Producció
En una entrevista, el director va dir que pensava en Coluche per interpretar el paper principal, però que va morir abans de començar el rodatge. Al principi de la pel·lícula, podem veure, a la porta de l'armari de Fane, una foto de Coluche. La major part del rodatge va tenir lloc a Martras de Garona, Casèras i Muret a l'Alta Garona.
El rodatge va tenir lloc l'agost i setembre de 1986 a Martres-Tolosane i els seus voltants, a Comege (Alta Garona, cantó de Casèras, districte de Muret), a seixanta quilòmetres de Tolosa de Llenguadoc.
El doblatge un de Pauline Lafont no té pas la mateixa talla que aquesta.

## Sobre la pel·lícula

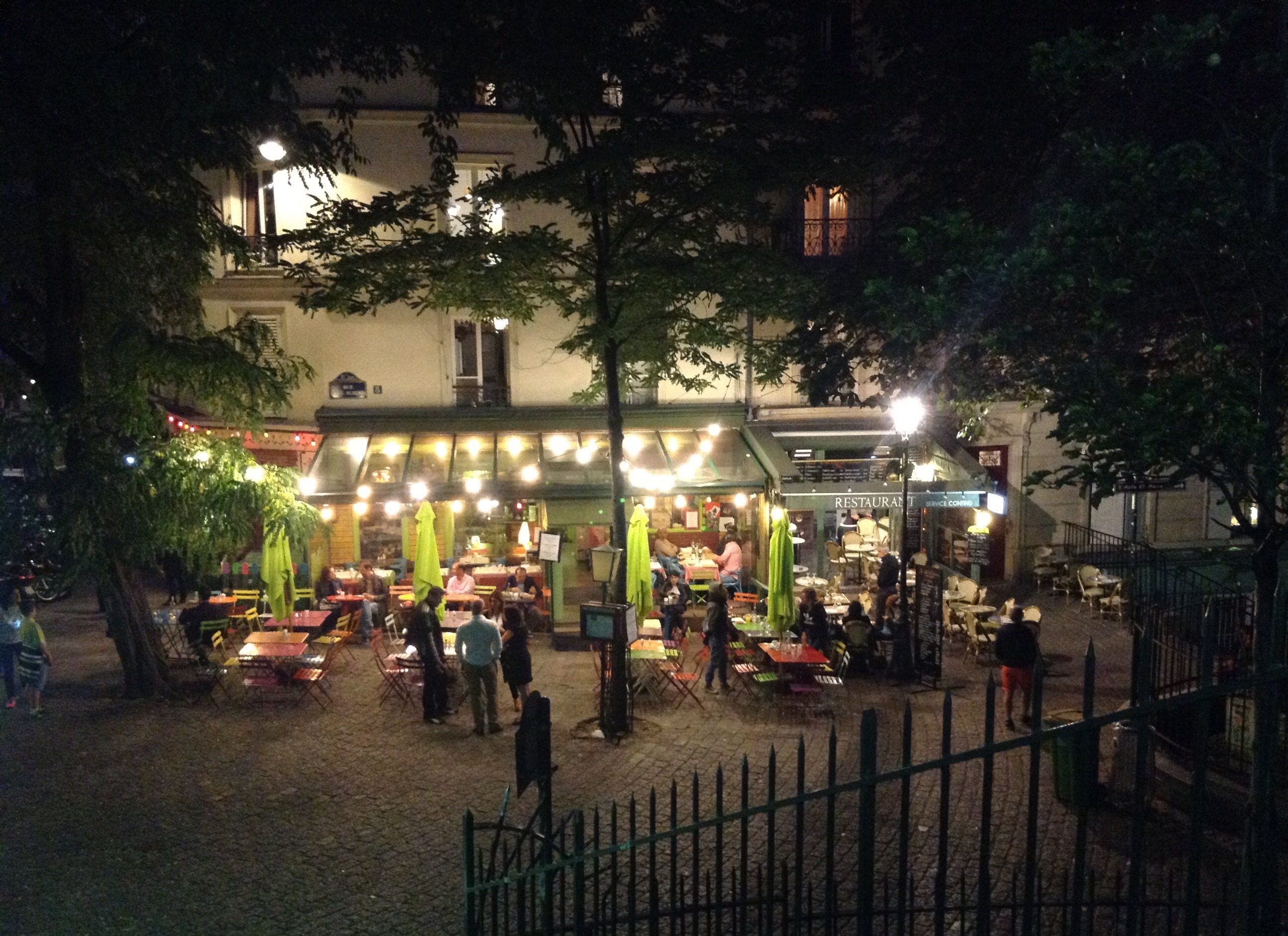
L'Été en pente douce, situé rue Paul-Albert, als peus de l’escala de la rue Maurice-Utrillo.

- La pel·lícula és una adaptació de la novel·la homònima de Pierre Pelot, publicada l'any 1980.[6]
- El 2017, la història es reprodueix aquesta vegada en cómic, reescrita pel novel·lista i il·lustrada per Jean-Christophe Chauzy[6]
- El títol de la pel·lícula també va donar nom a un cafè-restaurant situat a la rue Paul-Albert a Montmartre, als peus de la rue Maurice-Utrillo.